# Croatia Open Umag 1999 - Qualificazioni doppio
Le qualificazioni del doppio  del Croatia Open Umag 1999 sono state un torneo di tennis preliminare per accedere alla fase finale della manifestazione. I vincitori dell'ultimo turno sono entrati di diritto nel tabellone principale. In caso di ritiro di uno o più giocatori aventi diritto a questi sono subentrati i lucky loser, ossia i giocatori che hanno perso nell'ultimo turno ma che avevano una classifica più alta rispetto agli altri partecipanti che avevano comunque perso nel turno finale.
Le qualificazioni del doppio del torneo Croatia Open Umag 1999 prevedevano 3 coppie partecipanti di cui una è entrata nel tabellone principale.

## Teste di serie
1. Petr Kovačka /  Tomáš Zíb (ultimo turno)

1. Jacobo Diaz-Ruiz /  Fabio Maggi (primo turno)

## Qualificati
1. Dominik Hrbatý  /   Bohdan Ulihrach

## Tabellone

### Legenda
| - Q = Qualificato - WC = Wild card - LL = Lucky loser | - ALT = Alternate - SE = Special Exempt - PR = Protected Ranking | - w/o = Walkover - r = Ritirato - d = Squalificato |

|  | Primo turno | Primo turno                    | Primo turno                    | Primo turno | Primo turno |  |  | Ultimo turno | Ultimo turno                   | Ultimo turno                   | Ultimo turno | Ultimo turno |  |
|  |             |                                |                                |             |             |  |  |              |                                |                                |              |              |  |
|  |             |                                |                                |             |             |  |  |              |                                |                                |              |              |  |
|  |             |                                |                                |             |             |  |  | 1            | Petr Kovačka Tomáš Zíb         | Petr Kovačka Tomáš Zíb         | 1            | 2            |  |
|  |             | Dominik Hrbatý Bohdan Ulihrach | Dominik Hrbatý Bohdan Ulihrach | 6           | 6           |  |  |              | Dominik Hrbatý Bohdan Ulihrach | Dominik Hrbatý Bohdan Ulihrach | 6            | 6            |  |
|  | 2           | Jacobo Diaz-Ruiz Fabio Maggi   | Jacobo Diaz-Ruiz Fabio Maggi   | 3           | 2           |  |  |              |                                |                                |              |              |  |